# Haii-Leveatînski, Radîvîliv
Haii-Leveatînski (în ucraineană Гаї-Лев'ятинські) este un sat în comuna Nemîrivka din raionul Radîvîliv, regiunea Rivne, Ucraina.

## Demografie
Componența lingvistică a localității Haii-Leveatînski
     Ucraineană (99,43%)
     Alte limbi (0,58%)
Conform recensământului din 2001, majoritatea populației localității Haii-Leveatînski era vorbitoare de ucraineană (99,43%), existând în minoritate și vorbitori de alte limbi.